# Lãnh thổ ủy nhiệm của Nam Phi
Lãnh thổ ủy nhiệm của Nam Phi là hệ thống các lãnh thổ đã từng dưới quyền quản lý của Nam Phi, hệ thống này được Anh và Hội Quốc Liên trao sau Thế chiến I:
Lãnh thổ là thuộc địa của Đế quốc thực dân Đức, bị liên quân Anh-Nam Phi chiếm trong Thế chiến I. Hội Quốc Liên đã trao quyền quản lý đến Nam Phi.
- Tây-Nam Phi (1915-1990)

Lãnh thổ là thuộc địa của Anh Quốc có vị trí địa lý gần Tây-Nam Phi cũng được Anh trao đến cho Nam Phi quản lý.
- Walvis Bay (1840-1922, thuộc địa của Anh; 1922-1994, do Nam Phi quản lý)
- Quần đảo Chim Cánh Cụt (1861-1873, thuộc địa của Anh; 1873-1994, do Nam Phi quản lý)

Ngày nay, cả ba phần lãnh thổ đã hợp nhất thành Namibia.